# BMW X3
BMW X3 er en siden efteråret 2003 bygget kompakt SUV fra BMW. Anden generation af bilen har været på markedet siden slutningen af 2010.
BMW iX3 elektrisk SUV præsenteres 14. juli 2020.
- BMW X3 (E83; 2003–2010)
- BMW X3 (F25; 2010−2017)
- BMW X3 (G01; 2017−2024)
- BMW X3 (G45; 2024−)